# Glyphodera orientalis
Glyphodera orientalis är en tvåvingeart som beskrevs av Willi Hennig 1935. Glyphodera orientalis ingår i släktet Glyphodera och familjen skridflugor. Inga underarter finns listade i Catalogue of Life.